# Der entwendete Brief

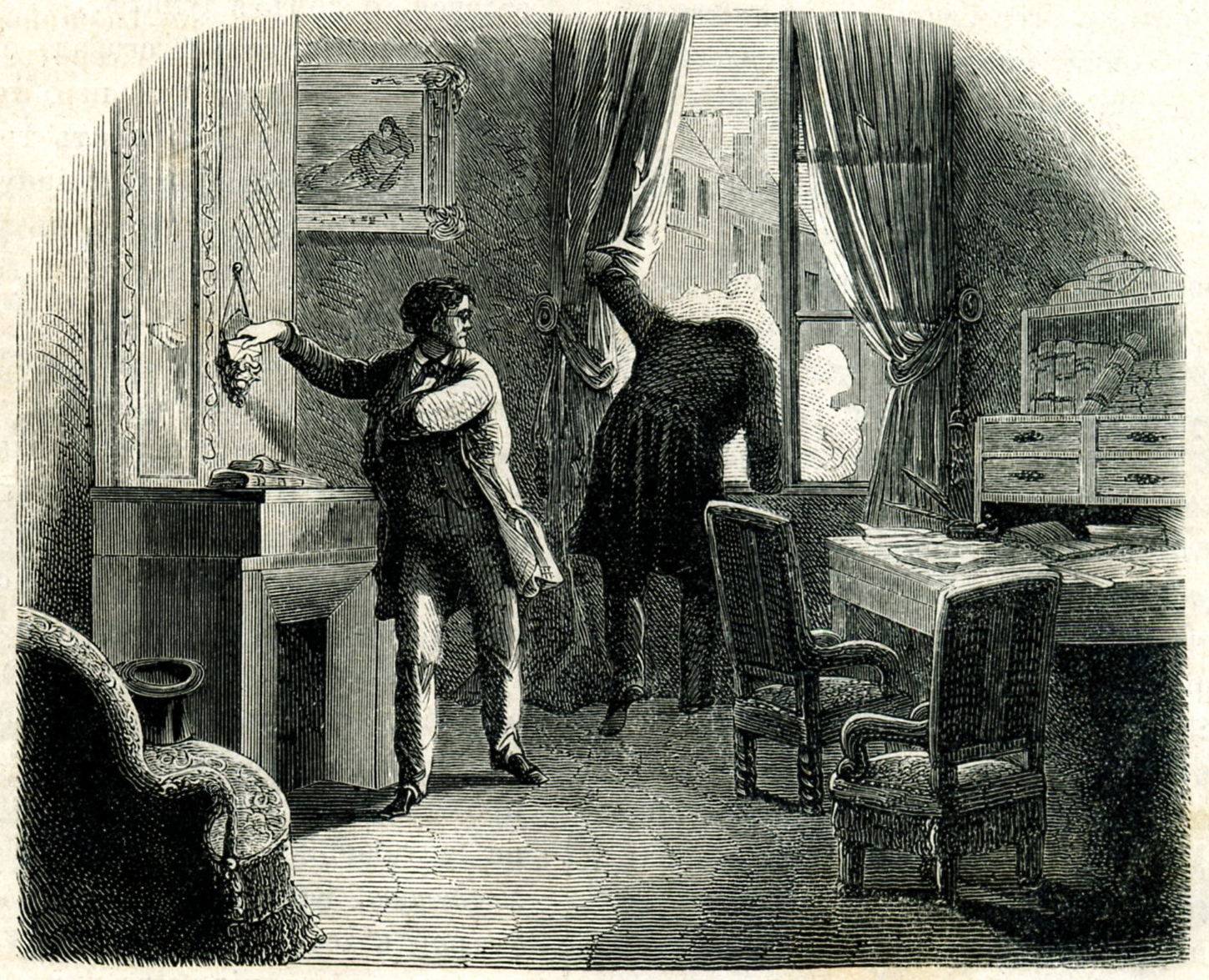
Der entwendete Brief, Illustration von 1864

Der entwendete Brief (englischer Originaltitel The purloined letter) ist eine Detektivgeschichte von Edgar Allan Poe, die erstmals im Dezember 1844 in dem literarischen Almanach The Gift for 1845 veröffentlicht und bald darauf in verschiedenen Journalen und Zeitungen nachgedruckt wurde. Die Erzählung ist die letzte von Poes drei Detektivgeschichten um C. Auguste Dupin, zu denen auch Der Doppelmord in der Rue Morgue und Das Geheimnis der Marie Rogêt zählen.

## Handlung
Hauptperson ist, wie bereits in Der Doppelmord in der Rue Morgue, der Pariser Amateurdetektiv C. Auguste Dupin. Die Geschichte wird aus der Ich-Perspektive eines seiner Freunde erzählt.
Dupin wird vom Pariser Polizeipräfekten um Hilfe bei der Suche nach einem Brief eines Geliebten der Königin gebeten. Der Brief wurde von einem skrupellosen Minister gestohlen. Er war in dem Zimmer, sah den Brief und vertauschte ihn mit einem unwichtigen Brief. Seitdem wird die Königin erpresst. Der Inhalt des Briefes wurde nicht enthüllt, da dies zu Umständen geführt hätte, die nicht eintraten. 
Daher ist der Minister noch im Besitz des Briefes. Die Fähigkeit, den Brief jederzeit vorlegen zu können, ist so wichtig wie der Besitz des Briefes. Daher muss er den Brief griffbereit haben. Polizeibeamte durchsuchten das Haus erfolglos. Sie sahen hinter Tapeten und unter den Teppichen nach. Tische und Stühle wurden mit Lupen untersucht und die Kissen mit Nadeln durchstochen – ohne Ergebnis.
Der Täter kann nicht verhaftet werden, da eine Veröffentlichung oder Vernichtung des Dokuments großen Schaden anrichten würde.
Dupin kommt durch eine Charakteranalyse des Täters zu dem sich als korrekt erweisenden Schluss, dass der Brief gar nicht aufwendig versteckt ist. Er muss offen in einer Ablage liegen – weshalb er übersehen wurde.

## Literarische Bedeutung und Rezeptionsgeschichte
Poes Gestalt des C. Auguste Dupin wurde zum Vorbild für viele nachfolgende Detektivfiguren, darunter auch Arthur Conan Doyles berühmter Sherlock Holmes. Ebenso wurde das von Poe etablierte Muster, das Vorgehen des herausragenden Detektivs und die Aufklärung des Falles erzählerisch durch einen assistierenden Freund des Detektivs zu vermitteln, als klassisches Erzählschema in zahlreichen anderen Detektivgeschichten und Kriminalromanen übernommen.
Poe selbst hielt The Purloined Letter für eine seiner besten Geschichten. Sie wurde oft nachgedruckt, erstmals in gekürzter Form in der Zeitschrift Chambers' Edinburgh Journal im November 1844. In der Folgezeit wurde die Erzählung in verschiedene Sprachen übersetzt. Die erste Übersetzung erschien 1845 unter dem Titel Une lettre volée in der Zeitschrift Magasin pittoresque; eine Übertragung ins Deutsche von Alfred Mürenberg unter dem Titel Der entwendete Brief wurde wahrscheinlich erstmals 1881 in der Sammlung Seltsame Geschichten im Stuttgarter Spemann Verlag veröffentlicht.
Die Geschichte war in den 1960er und 1970er Jahren Gegenstand einer umfangreicheren literaturtheoretischen Auseinandersetzung zwischen dem Psychoanalytiker Jacques Lacan und dem Philosophen Jacques Derrida.
1988 wurde der Stoff unter der Regie von Stephan Bender mit dem Titel Der entwendete Brief an Schauplätzen in Frankreich verfilmt. Benders Versuch einer filmliterarischen Annäherung an die Poesche Erzählung mit Anleihen beim expressionistischen Film wurde von Kritikern allerdings als eher spröde Inszenierung angesehen.

## Deutsche Übersetzungen (Auswahl)
- ca. 1890: Alfred Mürenberg: Der entwendete Brief. Spemann, Stuttgart.
- 1896: unbekannter Übersetzer: Der entwendete Brief. Hendel, Halle/S.
- um 1900: Johanna Möllenhoff: Der entwendete Brief. Reclams Universal-Bibliothek, Leipzig.
- 1901: Hedda Moeller und Hedwig Lachmann: Der entwendete Brief. J.C.C. Bruns, Minden.
- ca. 1920: Carl Wilhelm Neumann: Der entwendete Brief. Reclams Universal-Bibliothek, Leipzig.
- 1922: Gisela Etzel: Der entwendete Brief. Propyläen, München
- 1922: M. Bretschneider: Der entwendete Brief. Rösl & Cie., München.
- 1923: Wilhelm Cremer: Der gestohlene Brief. Verlag der Schiller-Buchhandlung, Berlin.
- ca. 1925: Bernhard Bernson:  Der Brief ihrer Majestät. Josef Singer Verlag, Straßburg.
- 1927: Julius Emil Gaul: Der entwendete Brief. Rhein-Elbe-Verlag, Hamburg.
- ca. 1930: Fanny Fitting: Der gestohlene Brief. Fikentscher, Leipzig.
- 1945: Marlies Wettstein: Der entwendete Brief. Artemis Verlag, Zürich
- 1948: Ruth Haemmerling und Konrad Haemmerling: Der gestohlene Brief. Schlösser Verlag, Braunschweig.
- 1953: Richard Mummendey: Der entwendete Brief. Hundt, Hattingen.
- 1953: Elisabeth Seidel: Der entwendete Brief. Dietrich’sche Verlagsbuchhandlung, Leipzig.
- 1966: Hans Wollschläger: Der stibitzte Brief. Walter Verlag, Freiburg i. Br.
- 1976: Felix Friedrich: Der entwendete Brief. Rütten & Loening, Berlin
- 1989: Dietrich Klose: Der entwendete Brief. Reclams Universal-Bibliothek, Stuttgart
- 2017: Andreas Nohl: Der entwendete Brief. dtv, München, ISBN 978-3-423-28118-8.